# Tổng công ty Phát sóng Kwangju
Tổng công ty Phát sóng Kwangju (Tiếng Hàn : 光州放送, Tiếng Anh : Kwangju Broadcasting Corporation) hoặc KBC là một trạm radio và truyền hình ở Gwangju, liên kết với hệ thống SBS.
Trạm sáp nhập: CBC, Miyagi TV Broadcasting và TV Kyushu.

## Trạm
- Truyền hình
  - Kênh - Ch. 15 (LCN 6-1)
  - Phát sóng - 14 tháng 5 năm 1995
  - Liên kết - SBS
- FM radio (kbc MyFM)
  - Tần số - FM 101.1 MHz, 96.7 MHz, 104.3 MHz, 90.7 MHz
  - Phát sóng - 2 tháng 2 năm 1998
  - Liên kết - SBS

## Liên kết
- Website chính thức (tiếng Hàn)